# Kirsten Küsel
Kirsten Küsel (* 14. Februar 1965) ist eine deutsche Mikrobiologin und Hochschullehrerin an der Friedrich-Schiller-Universität Jena.

## Leben
Küsel studierte ab 1986 Geoökologie mit dem Schwerpunkt Hydrologie an der Universität Bayreuth. 1992 erwarb sie dort unter Betreuung von Reimer Herrmann ihr Diplom. 1995 wurde sie unter Betreuung von Harold L. Drake summa cum laude in ökologischer Mikrobiologie zur Dr. rer. nat. promoviert. Es folgte eine Beschäftigung als Postdoktorandin am Bayreuther Zentrum für Ökologie und Umweltforschung. 1997 wechselte sie als Forschungsassistentin an die Außenstelle Florida der Environmental Protection Agency. Gleichzeitig wurde sie wissenschaftliche Assistentin von Harold L. Drake an der Universität Bayreuth. Unter dessen Betreuung schloss Küsel 2003 in Bayreuth ihre Habilitation ab und erhielt die Venia legendi für Mikrobiologie. Nach einer erneuten kurzzeitigen Tätigkeit als wissenschaftliche Assistentin in Bayreuth wurde sie 2004 zur Assistenzprofessorin für Limnologie an der Friedrich-Schiller-Universität Jena ernannt. 2009 wurde sie dort außerplanmäßige Professorin. 2012 war sie eine der Gründungsdirektorinnen des Deutschen Zentrums für integrative Biodiversitätsforschung (iDiv). Seit 2014 hat sie dort schließlich den ordentlichen Lehrstuhl für aquatische Geomikrobiologie inne.
2024 wurde sie zum Mitglied der Amerikanischen Akademie für Mikrobiologie gewählt. Ein Jahr später wurde sie als Mitglied in die Deutsche Akademie der Naturforscher Leopoldina aufgenommen.
Küsel ist verheiratet und Mutter eines Sohnes.

## Forschung
Küsels Forschungsschwerpunkte liegen vor allem im Bereich der mikrobiellen Lebensgemeinschaften in Böden, Gewässern und im tiefen Untergrund. Hierbei konzentriert sie sich insbesondere auf die Auswirkungen der Mikroorganismen auf die Stoffkreisläufe und die Wechselwirkungen auf die jeweilige Umgebung. Ihre Forschungen fanden hier vor allem im Bereich der bis dato kaum erforschten und schwer zugänglichen Grundwasserleiter statt, die sie mit neuen molekularbiologischen und geochemischen Methoden erschloss. Auch die Auswirkungen oberirdischer Extreme wie Extremwetterereignissen oder den klimawandelbedingten Veränderungen auf tiefere Bodenschichten bilden einen Gegenstand ihrer Forschungen.